# Agromyza parvicornis
Agromyza parvicornis (лат.) — вид двукрылых из семейства минирующих мух.

## Описание
Длина крыла у самцов 2,5-3,2 мм, у самок 2,6-2,9 мм. Лоб и большая часть щек оранжево-коричневые. Высота глаза в 2,1-3,6 раза больше высоты щёк. Сурстиль имеет более десятка бугорковидных щетинок. Третий членик усиков маленький и округлый, коричневый, в основании оранжево-коричневый, с крошечным пучком светлых волосков на вершине. Жужжальца белые. Калиптер белый со светло-коричневыми волосками, изредка темно-коричневый. Вершинная часть дистифаллуса вздута по бокам и при взгляде снизу имеет почти круглую форму. У личинок задние дыхальца имеют 3 поры.

## Биология
Личинки минируют листья ежовника обыкновенного, проса, кукурузы и, возможно, других злаков.
На кукурузе личинки образуют широкую пятновидную мину. На одном молодом листе отмечается до четырёх личинок, а на зрелом листе их может быть гораздо больше. Личинки могут съедать всю паренхиму, оставляя только эпидермис, но в более жёстких зрелых листьях — только нижняя паренхима. Поражённый лист, в зависимости от степени заражения, высыхает и деформируется или сморщивается, а иногда и отмирает.
Продолжительность развития личинки весной составляет 10 и более дней, но летом, при более высокой температуре, период развития занимает всего около четырёх дней. Окукливание происходит вне мины в верхних слоях почвы. В год развивается четыре поколения.

## Распространение
Встречается в Северной и Южной Америке от юга Канады Квебека, Британской Колумбии и Онтарио до Аргентины.